# Randy Stoklos
Randy Stoklos (* 13. Dezember 1960 in Pacific Palisades, Kalifornien) ist ein ehemaliger US-amerikanischer Volleyball- und Beachvolleyballspieler.
Randy Stoklos begann 1974 mit dem Beachvolleyball am Muscle Beach in Venice, Kalifornien, an der Seite von Joe Gold. Von 1979 bis 1980 gehörte er auch der Hallennationalmannschaft der USA an. Den ersten Turniersieg seiner Karriere feierte Randy Stoklos 1981 zusammen mit Jim Menges bei den Manhattan Beach Open. Mit seinem  Partner Sinjin Smith dominierte er den Beachvolleyballsport von 1982 bis 1993, wobei er 1982 und 1988 (inoffizieller) Weltmeister sowie 1990 US-amerikanischer Meister wurde. Außerdem wurde er 1988, 1989 und 1990 zum Most Valuable Player der AVP-Tour gekürt. Auch die Gesamtsiege der ersten vier FIVB World Tours 1989/90, 1990/91, 1991/92 und 1992/93 gingen an Smith/Stoklos. Nach der elfjährigen Partnerschaft mit Sinjin Smith bildete Randy Stoklos 1993 ein Team mit seinem langjährigen Freund Brian Lewis, mit dem er die Chicago Open gewann. 1994 und 1995 gewann er an der Seite von Adam Johnson fünf weitere Turniere. Nach zwei weiteren Jahren mit verschiedenen Partnern beendete Randy Stoklos 1997 seine aktive Laufbahn.
2008 wurde Randy Stoklos in die „Volleyball Hall of Fame“ aufgenommen.